# Лукас Ранжел
Лукас Ранжел Нунес Гонсалвес (порт. Lucas Rangel Nunes Gonçalves, нар. 29 грудня 1994, Алворада) — бразильський футболіст, нападник «Колоса» (Ковалівка).

## Клубна кар'єра
Вихованець клубу «Пато Бранко» з Парани, з якого 2015 року потрапив до «Лондрини». За цю команду молодий бразилець так і не дебютував, виступаючи на правах оренди за нижчолігові клуби «Греміу Баруері», «Фос-ду-Ігуасу» та «Ітумбіара».

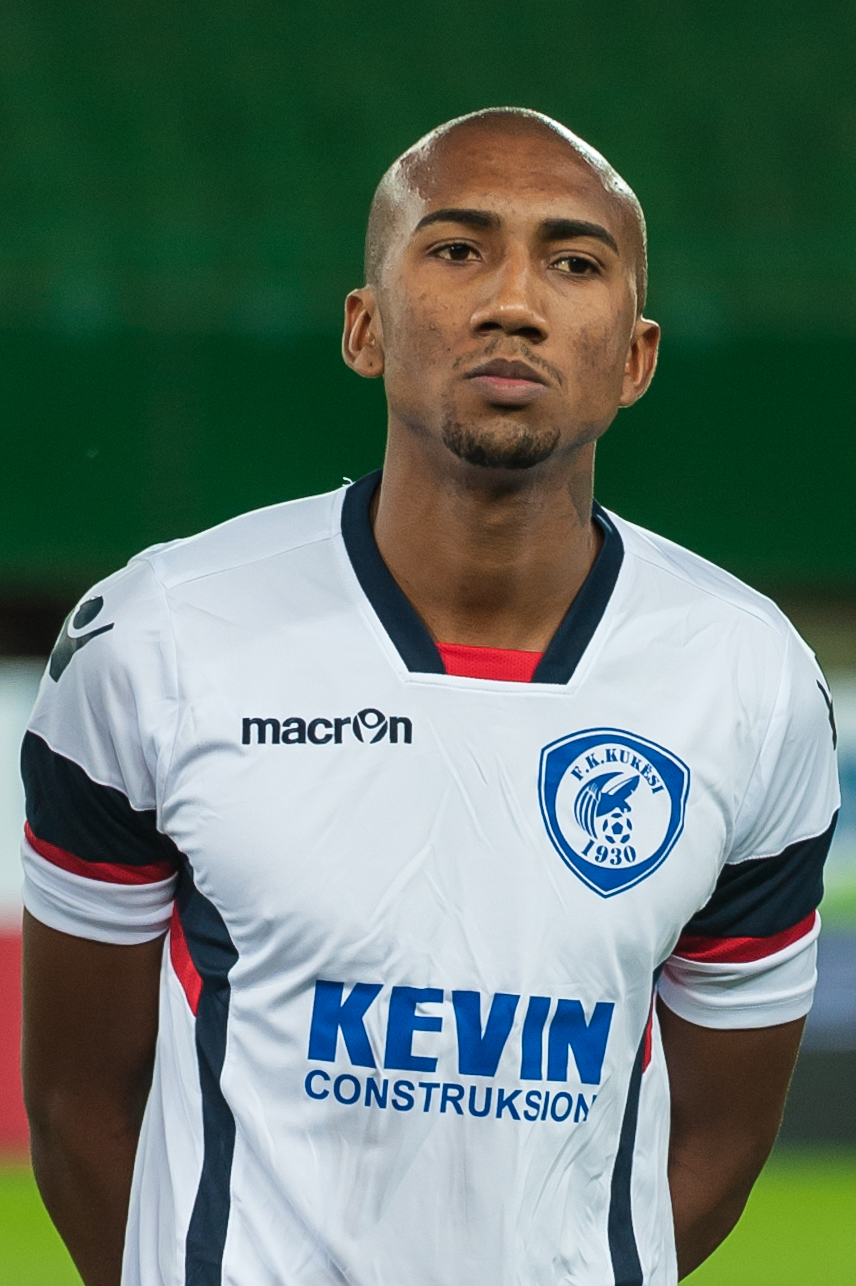
Лукас Ранжел під час виступів за «Кукесі». 2016 рік.

Влітку 2016 року підписав угоду з албанським клубом «Кукесі». Дебютував за нову команду 30 червня 2016 року у кваліфікації Ліги Європи проти «Рудара» (1:1). 8 вересня він дебютував і у албанській Суперлізі в матчі проти «Влазнії» (0:0), вийшовши на заміну на 84 хвилині. У тому сезоні він став з командою чемпіоном Албанії, зігравши 18 ігор на турнірі і забивши один гол. Однак Лукас Ранжел не зіграв у жодному з цим матчів у старті.
У липні 2017 року Ранжел перейшов до австрійського клубу другого дивізіону «Капфенберг», де провів наступний сезон, після чого у липні 2018 року уклав контракт з фінським клубом «КуПС», у складі якого провів наступні півтора роки своєї кар'єри гравця. Більшість часу, проведеного у складі «КуПСа», був основним гравцем атакуючуї ланки команди і одним з головних бомбардирів команди, маючи середню результативність на рівні 0,4 гола за гру першості, допомігши команді 2019 року стати чемпіоном Фінляндії.
У січні 2021 року Ранжел перейшов у клуб турецького другого дивізіону «Адана Демірспор», але вже у квітні повернувся в «КуПС», якому того ж року допоміг виграти національний кубок. Всього відіграв за команду з Куопіо 12 матчів у національному чемпіонаті і забив 2 голи. Також зіграв 8 ігор і забив 5 голів у Лізі конференцій, в тому числі Лукас забив вирішальний м'яч у ворота «Ворскли» (2:2, 2:3 д.ч.) у кваліфікації турніру, чим зацікавив представників полтавського клубу. Після того, як фінська команда в подальших раундах кваліфікації поступилася німецькому «Уніон Берліну» й не змогла пробитися до групового раунду Ліги конференцій, Лукас припинив свої трудові відносини з КуПСом і уклав до червня 2023 року контракт з «Ворсклою», у якій став виступати під незвичним 73 номером. Всього відіграв за полтавців 13 матчів, у яких забив чотири м'ячі та віддав одну результативну передачу.
Після повномасштабного вторгнення покинув Україну і грав в оренді за азербайджанський «Сабах» (Баку), а 18 липня 2022 року підписав контракт з «Ригою». За сезон бразилець зіграв за «Ригу» у 27 матчах і забив 5 голів, після чого став вільним агентом.
6 серпня 2023 року Ранжел повернувся до України і став гравцем «Колоса» (Ковалівка).

## Статистика виступів

### Статистика клубних виступів
| Сезон             | Команда           | Чемпіонат         | Чемпіонат | Чемпіонат | Національний кубок | Національний кубок | Національний кубок | Континентальні кубки | Континентальні кубки | Континентальні кубки | Інші змагання | Інші змагання | Інші змагання | Усього | Усього |
| Сезон             | Команда           | Ліга              | Ігор      | Голів     | Ліга               | Ігор               | Голів              | Ліга                 | Ігор                 | Голів                | Ліга          | Ігор          | Голів         | Ігор   | Голів  |
| ----------------- | ----------------- | ----------------- | --------- | --------- | ------------------ | ------------------ | ------------------ | -------------------- | -------------------- | -------------------- | ------------- | ------------- | ------------- | ------ | ------ |
| 2015              | «Греміу Баруері»  | D+ЛП              | 0+14      | 10        | КБ                 | 0                  | 0                  | -                    | -                    | -                    | -             | -             | -             | 14     | 10     |
| 2015              | «Фоц до Ігуаку»   | D                 | 2         | 0         | КБ                 | 0                  | 0                  | -                    | -                    | -                    | -             | -             | -             | 2      | 0      |
| 2016              | «Ітумбіара»       | D+ЛГ              | 0+11      | 2         | КБ                 | 0                  | 0                  | -                    | -                    | -                    | -             | -             | -             | 11     | 2      |
| 2016              | «Лондрина»        | D                 | 0         | 0         | КБ                 | 0                  | 0                  | -                    | -                    | -                    | -             | -             | -             | 0      | 0      |
| 2016–17           | «Кукесі»          | СЛ                | 19        | 1         | КА                 | 5                  | 1                  | ЛЄ                   | 4                    | 1                    | -             | -             | -             | 28     | 3      |
| 2017–18           | «Капфенберг»      | ЕЛ (ІІ)           | 30        | 9         | КА                 | 1                  | 0                  | -                    | -                    | -                    | -             | -             | -             | 31     | 9      |
| 2018              | «КуПС»            | ВЛ                | 14        | 5         | КФ                 | 0                  | 0                  | ЛЄ                   | 2                    | 0                    | -             | -             | -             | 16     | 5      |
| 2019              | «КуПС»            | ВЛ                | 16        | 8         | КФ                 | 4                  | 1                  | ЛЄ                   | 4                    | 1                    | -             | -             | -             | 24     | 10     |
| 2020              | «КуПС»            | ВЛ                | 13        | 4         | КФ                 | 6                  | 3                  | ЛЧ+ЛЄ                | 1+3                  | 0+1                  | -             | -             | -             | 23     | 8      |
| Усього за «КуПС»  | Усього за «КуПС»  | Усього за «КуПС»  | 43        | 17        |                    | 10                 | 4                  |                      | 10                   | 2                    |               | -             | -             | 63     | 23     |
| січ.-черв. 2021   | «Адана Демірспор» | 1Л (ІІ)           | 7         | 1         | КТ                 | 0                  | 0                  | -                    | -                    | -                    | -             | -             | -             | 7      | 1      |
| 2021              | «КуПС»            | ВЛ                | 12        | 2         |                    | -                  | -                  | ЛК                   | 8                    | 5                    |               | -             | -             | 20     | 7      |
| Усього за кар'єру | Усього за кар'єру | Усього за кар'єру | 137       | 41        |                    | 16                 | 5                  |                      | 22                   | 8                    |               | 0             | 0             | 175    | 54     |

## Титули і досягнення
- Чемпіон Албанії (1):

«Кукесі»: 2016/17
- Чемпіон Фінляндії (2):

«КуПС»: 2019, 2024
- Володар Кубка Фінляндії (2):

КуПС: 2021, 2024
- Володар Суперкубка Албанії (1):

«Кукесі»: 2016